# Mustjõe

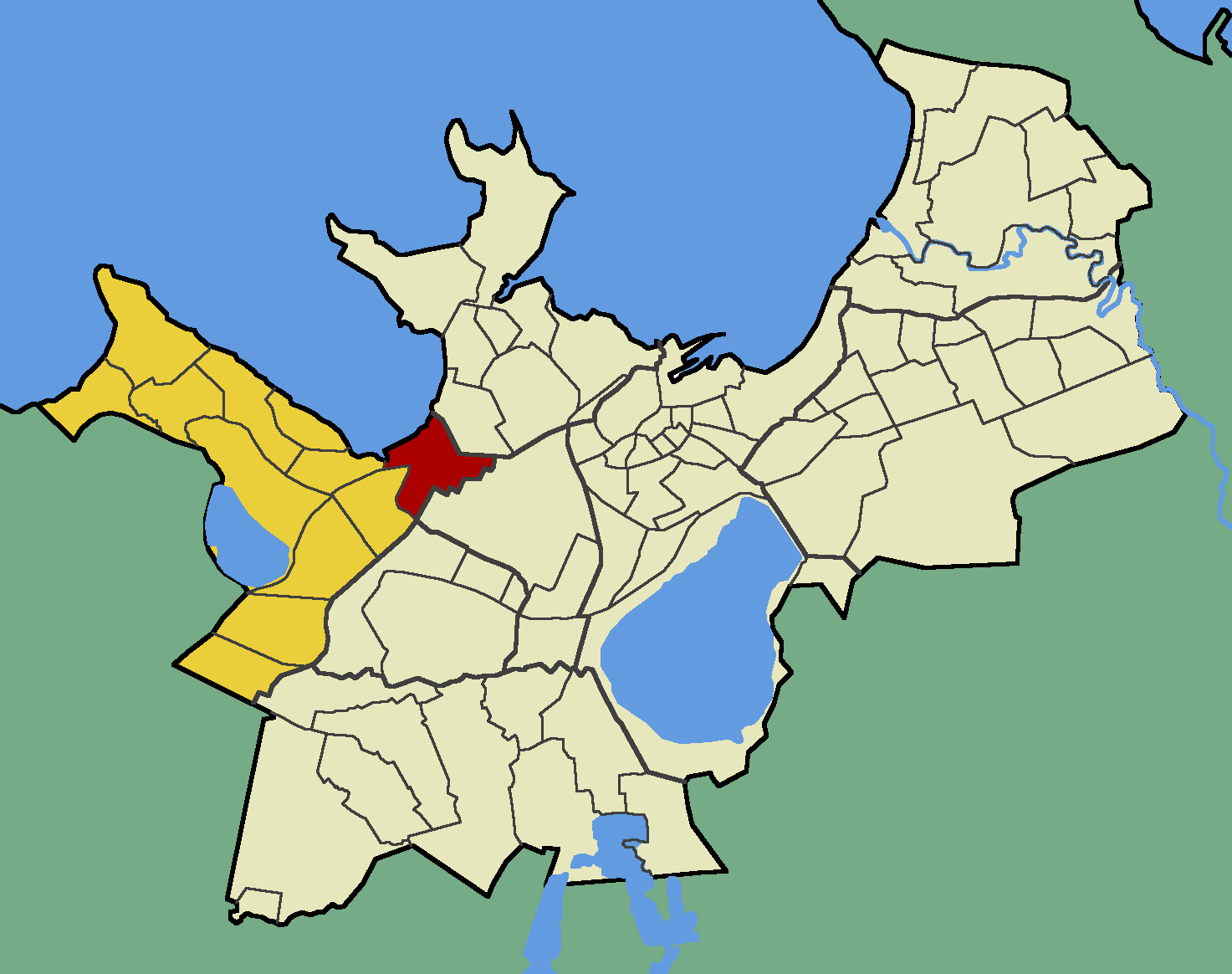
Lage von Mustjõe (rot) im Tallinner Stadtteil Haabersti (gelb)

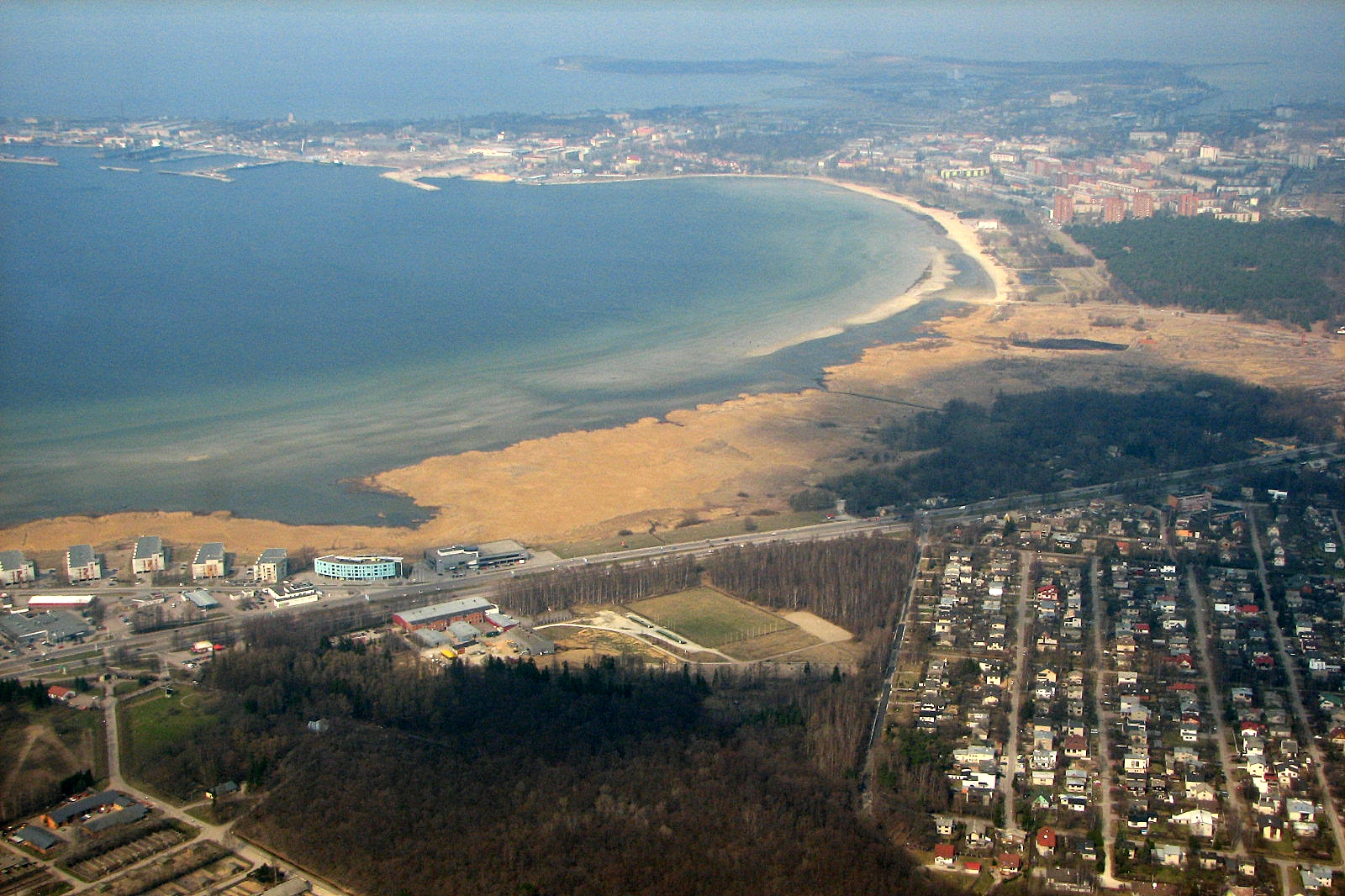
Der Bezirk Mustjõe (rechts unten) an der Bucht von Kopli

Mustjõe ist ein Stadtbezirk (estnisch asum) der estnischen Hauptstadt Tallinn. Der Bezirk liegt im Stadtteil Haabersti.

## Beschreibung
Der Bezirk hat 3.082 Einwohner (Stand 1. Mai 2010). Er liegt an der Bucht von Kopli (estnisch Kopli laht).
Der Bezirk Mustjõe (zu Deutsch „Schwarzfluss“) erhielt seinen Namen vom Bach Mustjõgi (wörtlich „Schwarzfluss“), der in die Bucht von Kopli mündet.